# Smashers
Smashers is een volleybalvereniging uit Laren (Noord-Holland). De vereniging is in 1952 opgericht en is met 6 teams actief in de competitie. Hiernaast is er nog een actieve recreantenafdeling waarmee met één team ook recreantencompetitie wordt gespeeld en een actieve minigroep. Het aantal leden van de vereniging schommelt tussen de 80 en 100. 
In de loop der jaren is het logo enkele keren aangepast. De laatste keer is zo'n 15 jaar geleden met de aanschaf van nieuwe shirts in verband met de nieuwe clubkleuren paars en groen.
Ieder jaar wordt als afsluiting het Greppeltoernooi georganiseerd. In 1990 is dit afsluittoernooi voor de eerste keer georganiseerd op een braakliggende weiland naast SV Laren '99. Tegenwoordig wordt dit toernooi op de speelweide bij het buitenzwembad van de Klaas Bouthal gespeeld. Bij de eerste editie van dit toernooi is bij het klaarzetten van de materialen de vervoerauto in de greppel van een landweggetje vast komen te zitten. Een trekker heeft de auto bevrijd. Vandaar de naam Greppeltoernooi.